# Eesti Superkarikas 2008
La Eesti Superkarikas 2008 è stata la 13ª edizione della competizione, che si è svolta il 1 marzo 2009 allo Sportland Arena di Tallinn tra il Levadia Tallinn, vincitore della Meistriliiga 2008, e il Trans Narva, finalista della Coppa d'Estonia 2008-2009, vinta dalla stessa Levadia. Il Trans Narva ha conquistato il trofeo per la seconda volta nella sua storia.

## Tabellino
| Arbitro: | Silver Kõiv |

|          |           |                                                        |
| Puri 88’ | Marcatori | 11’ Filips Mihailovskis 43’, 75’, 77’ Vladislav Ivanov |